# 32-й батальон (ЮАР)

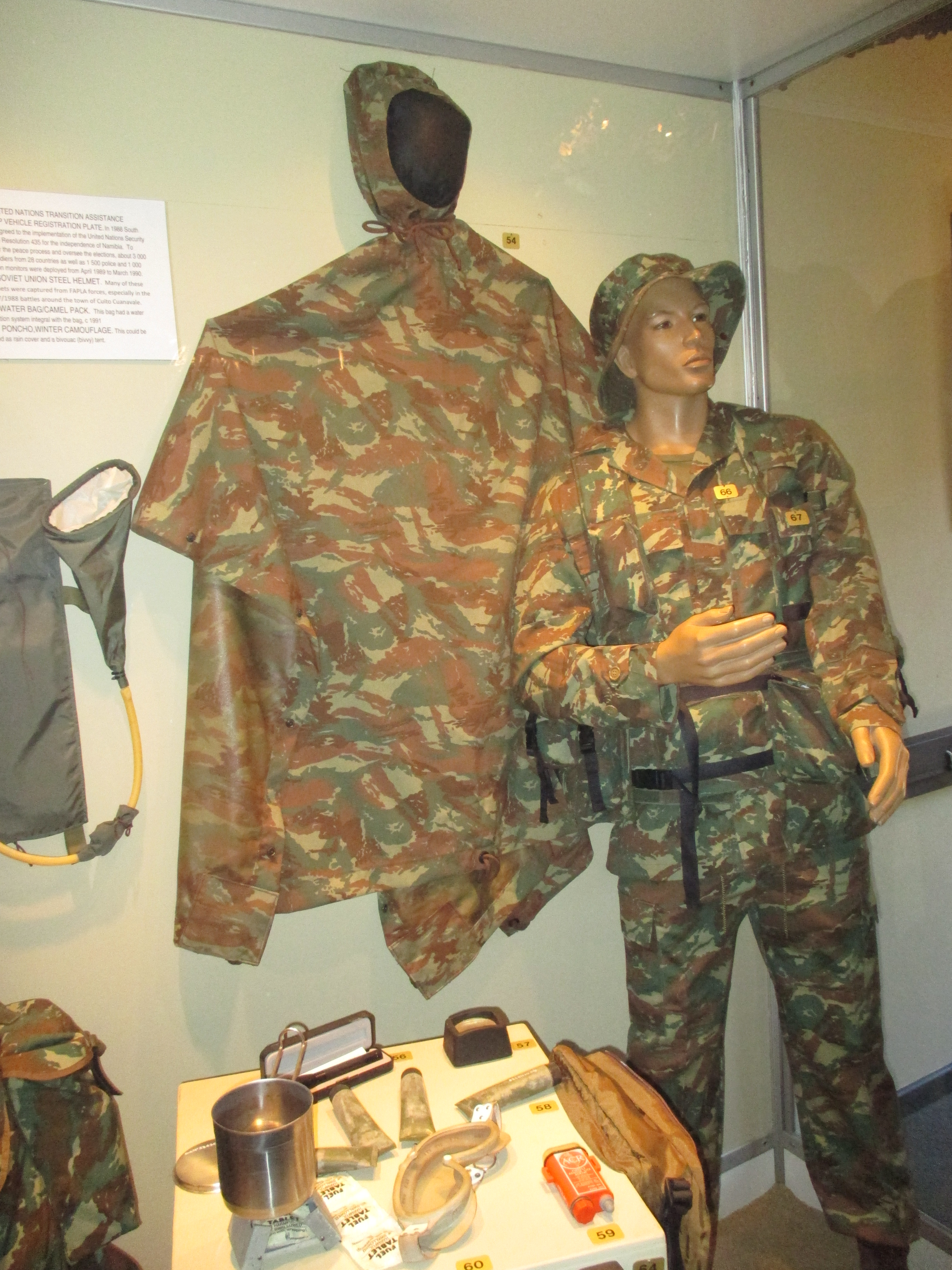
Униформа 32-го батальона

32-й батальон (англ. 32 Battalion), известный как Батальон «Буйволы» (англ. Buffalo Battalion) и Ужасные (порт. Os Terríveis, англ. The Terrible Ones) — батальон лёгкой пехоты Сухопутных войск Южно-Африканских сил обороны, состоявший из белых и чёрных уроженцев ЮАР, Анголы и Намибии, а также иностранных добровольцев из государств Западной Европы и Америки.
Батальон основан в 1975 году Яном Брейнтенбахом, полковником сил специального назначения ЮАР. Позднее батальоном командовали полковники Герт Нейл, Деон Феррейра и Эдди Вильюн. Распущен 26 марта 1993 по приказу Африканского национального конгресса накануне парламентских выборов.

## История
25 сентября 1975 свою независимость от Португалии провозгласила Ангола при поддержке коммунистического движения МПЛА. Вскоре в стране началась гражданская война, в которой МПЛА пришлось воевать против националистического движения ФНЛА. Революционная армия разбила националистов, и те бежали в Южную Африку. Получив политическое убежище, они запросили о помощи ЮАР.
Из этих беженцев полковник ВДВ армии ЮАР Ян Брейтенбах вместе с подполковником Сиби ван де Спаем сформировал отряд под названием «Браво», получивший позднее наименование 32-го батальона. Группа «Браво» состояла из двух рот пехоты, взвода миномётчиков, противотанкового отряда и взвода пулемётчиков. Позднее, когда группа была реорганизована в батальон, к нему добавились ещё четыре пехотные роты, крыло разведки и вспомогательный отряд (расчёт 81-мм миномёта, противотанкового орудия и группа пулемётчиков). Штаб батальона базировался на севере Намибии в лагере Буффало — именно по нему он и получил своё прозвище.
32-й батальон, в основном, был задействован на юге Анголы, являясь своеобразным буфером между другими подразделениями армии ЮАР и ангольскими революционными войсками. Кроме этого 32-й батальон оказывал помощь повстанцам из движения УНИТА, воевавшими против правительства МПЛА. Изначально батальон выполнял разведывательные и антипартизанские задачи, но позже армейское командование стало его использовать как штурмовую пехоту, в частности в сражении при Куито-Куанавале, ближе к концу войны. Из всех подразделений армии ЮАР 32-й батальон добился самых больших успехов, уничтожив максимальное число противников и став частью с наибольшим числом наград, полученных военнослужащими.
Рядовой и сержантский состав батальона насчитывал около 600 человек, в основном ангольцев — сторонников ФНЛА. Командовали подразделением кадровые южно-африканские офицеры, а также военные специалисты из Австралии, Новой Зеландии, Родезии, Португалии и США (особенно в первые годы его существования). Численность офицеров со временем возрастала, поскольку сержанты за свои успехи часто производились в офицеры. 32-й батальон был единственной частью вооружённых сил ЮАР, в которой официальным языком являлся португальский (английский и африкаанс использовались существенно реже).
В 1989 году после того, как Намибия была признана независимым государством, батальон был выведен на территорию Южно-Африканской республики, продолжив выполнять антитеррористические операции и задачи по поддержанию порядка в городах. Часть усилили новой техникой: батареей 120-мм миномётов, ротой БТР «Ратель» ZT-3, батареей 20-мм зенитных орудий на грузовиках Buffel. Штаб батальона располагался в Рунду, в 200 км к востоку от реки Окаванго.

### Инцидент в парке Фола
8 апреля 1992 в Гаутенге солдаты батальона вступили в перестрелку в парке Фола, где были убиты несколько мирных граждан. Инцидент вызвал волну возмущения со стороны Африканского национального конгресса, что побудило министра обороны провести расследование.

### Роспуск
По итогам соглашения Африканского национального конгресса с Национальной партией в марте 1993 года батальон был распущен, а его военнослужащие остались в городе Помфрет. Полковник Брейтенбах подверг это решение критике, заявив, что защитников своей страны предало собственное правительство, и назвал это решение ужасным. Некоторые бывшие военнослужащие устроились в частные военные компании и, по иронии судьбы, вынуждены были воевать против УНИТА в Анголе.

### Попытка переворота в Экваториальной Гвинее
В 2004 году часть ветеранов батальона безуспешно пыталась свергнуть президента Теодоро Нгема Мбасого. Их арестовали в Зимбабве, однако выяснить, при каких обстоятельствах они участвовали в перевороте, не удалось: никто из военнослужащих не знал, что их ждёт после переворота и на чьей стороне они выступают.

## Награждённые
Батальон стал одним из самых известных батальонов армии ЮАР, получив 13 Почётных крестов образца 1975 года (уступая по количеству наград лишь Бригаде специальных сил ЮАР с 46 крестами).
- Лейтенант Конни ван Вейк
- Сержант Франсиску Дэниэл Рошу
- Младший офицер Вилли Вард
- Майор Эдди Вильюн
- Младший капрал Феличиано Кошта
- Капрал Эдуарду Жуан
- Второй лейтенант Петрус Нель
- Капрал Виктор Дракула
- Стрелок Бернарду Домингуш
- Майор Ханнес Нортманн
- Сержант Риан Руппинг
- Капитан Петрус ван Зайл (операция «Модулар»)
- Лейтенант Тобиас де Вос (операция «Модулар»)

## В массовой культуре
- В фильме «Кровавый алмаз» роль главного героя, бывшего солдата 32-го батальона, играет Леонардо Ди Каприо.
- Внешность майора Крюгера из фильма «Элизиум — рай не на Земле», роль которого сыграл Шарлто Копли, создана на основе внешнего вида некоторых военнослужащих 32-го батальона.